# 마리노 마리니

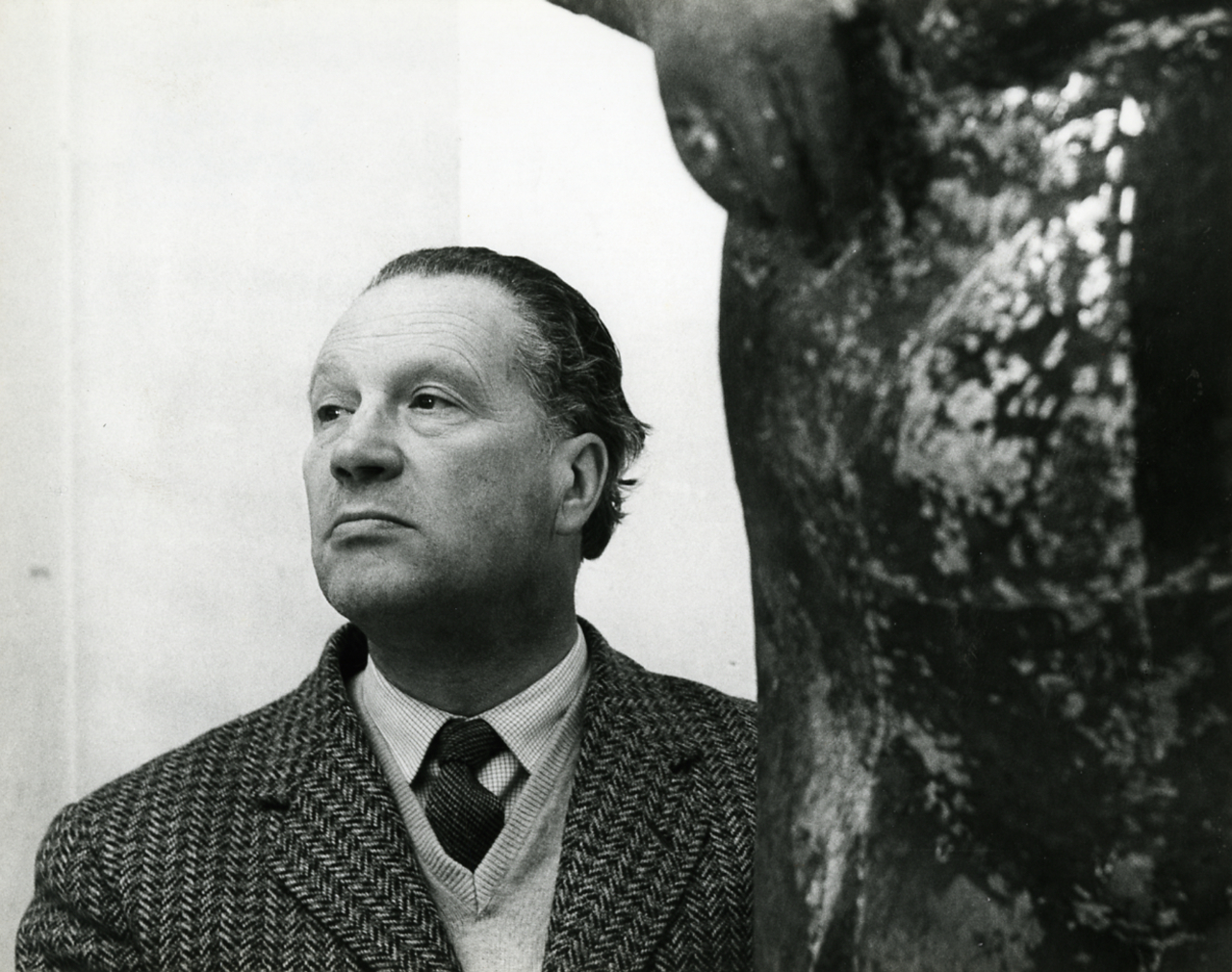

마리노 마리니(Marino Marini, 1901년 2월 27일 ~ 1980년 8월 6일)는 이탈리아의 조각가이다.
이탈리아의 피스토이아 출신이며 휴머니스틱한 전통을 계승한 조각가이다. 피렌체 미술학교를 졸업 후 1928년 파리에서 조각을 연구하였다. 나중에 유럽 각지와 그리스를 여행하며 연마를 게을리하지 않았던 그는 금세기의 전위운동에 관여하는 일도 없이 오로지 고대 이탈리아의 에트르스크 미술에서 많은 것을 배웠다고 여겨진다. 1931년 레슬러나 서커스의 곡예인(曲藝人)을 주제로 한 작품을 발표하여 주목을 끌었고 전후에는 세계 여러 곳의 국제 전시회에 출품하여 가끔 상을 받기도 했다. 그의 소박하면서 힘있는, 그리고 사실적인 형태와 형태의 말단을 절단하여 빚어내는 긴박한 표현력은 현대조각에 독특한 지위를 차지하여 이채를 띠고 있다. 한때 스위스에서 제작을 하였지만 현재는 밀라노에서 정주, 최근에는 말이나 말탄 사람을 다룬 작품이 많다.